# Pierścień Carpentiera

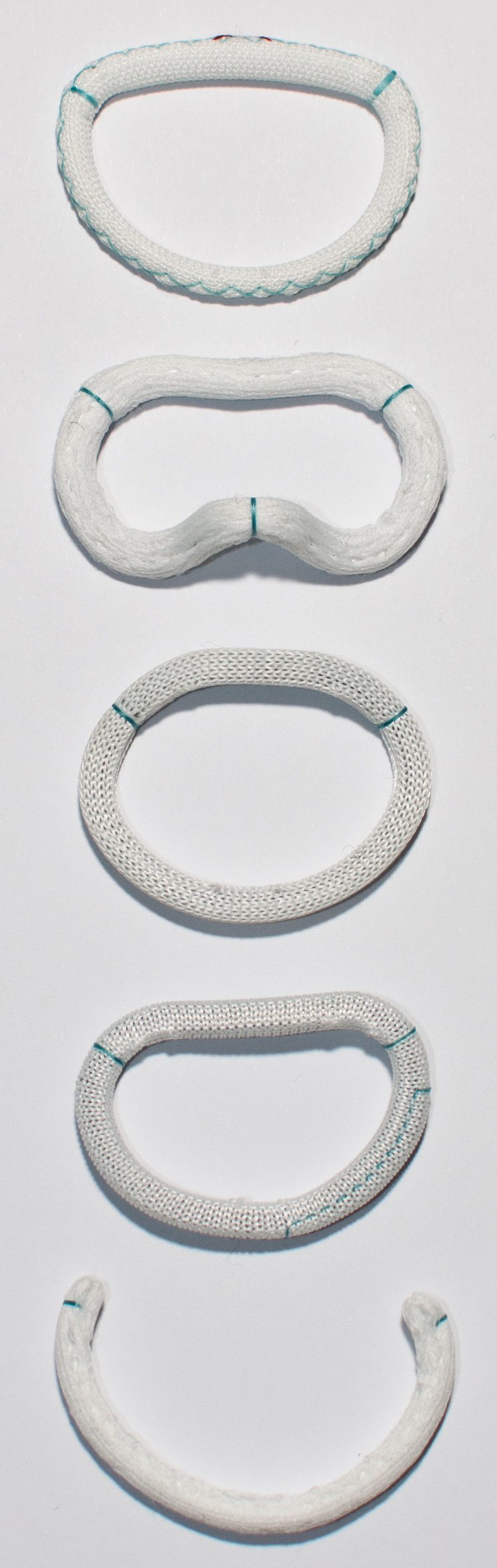
Pierścienie do plastyki pierścienia - (od góry): St. Judes Rigid Saddle Shaped Ring, Edwards Geoform, Edwards Physio, Edwards ETlogix, Edwards Cosgrove.

Pierścień Carpentiera (ang. Annuloplasty ring) – stosowany w kardiochirurgii do skorygowania poszerzonego pierścienia zastawki mitralnej z użyciem krążenia pozaustrojowego. Opracował go i wprowadził pionier operacji naprawczych na zastawce mitralnej, francuski kardiochirurg Alain Carpentier. Pierścień ma za zadanie przywrócić normalny rozmiar i kształt pierścienia, przywracając w ten sposób również koaptację płatków (przyleganie brzegów płatka zastawki) i zapobiegając dalszej deformacji pierścienia. Po zastosowanie sztywnego pierścienia do annuloplastyki, Carpentier opracował następnie trzy różne typy pierścieni do annuloplastyki w celu udoskonalenia naprawy w zależności od deformacji anatomicznej: klasyczny pierścień Carpentier-Edwards, pierścień Carpentier-Edwards Physio Ring i Carpentier-McCarthy-Adams Pierścień Etiologix IMR (Edwards LifeSciences Corp., Irvine, Kalifornia)  do leczenia niedokrwiennej niedomykalności mitralnej.
W ciągu ostatnich czterdziestu lat (stan na rok 2023) zwyrodnieniowa choroba zastawki mitralnej stała się główną przyczyną niedomykalności mitralnej (MR) w krajach rozwiniętych, głównie ze względu na wyeliminowanie gorączki reumatycznej i starzenie się społeczeństwa. Do opisu mechanizmu MR stosuje się klasyfikację funkcjonalną Carpentiera, którą udoskonalono poprzez wprowadzenie analizy segmentowej pozwalającą na precyzyjną lokalizację dysfunkcji płatków, co ma kluczowe znaczenie podczas wykonywania operacji rekonstrukcyjnej. Aktualnie zabieg rekonstrukcji zastawki mitralnej z częściowym wycięciem płatka zastawki i stabilizacją pierścienia mitralnego przez implantację odpowiedniego pierścienia   obarczony jest niskim ryzykiem i dobre odległe wyniki pozwalają pacjentom prowadzić normalny tryb życia.